# Rio Mara
O rio Mara é um rio africano que corta os territórios do Quênia e da Tanzânia. Atravessa as reservas de Serengeti e Masai Mara. Desagua no lago Vitória.

## O fluxo do rio
A bacia do rio Mara cobre uma superfície de 13 504 km2, dos quais aproximadamente 65% estão localizados no Quênia e 35% na Tanzânia. De suas nascentes nas terras altas quenianas, o rio flui por cerca de 395 km e se origina da Escarpa Mau e deságua no Lago Vitória. A bacia pode ser dividida em quatro unidades de uso do solo e/ou administrativas.